# Pachychoeta maya
Pachychoeta maya är en tvåvingeart som beskrevs av Martin 1975. Pachychoeta maya ingår i släktet Pachychoeta och familjen rovflugor. Inga underarter finns listade i Catalogue of Life.